# Dinotoperla subserricauda
Dinotoperla subserricauda är en bäcksländeart som beskrevs av Günther Theischinger 1988. Dinotoperla subserricauda ingår i släktet Dinotoperla och familjen Gripopterygidae. Inga underarter finns listade i Catalogue of Life.